# Justin Chancellor
Justin Gunnar Walter Chancellor (Londres, 19 de noviembre de 1971) es un músico británico, conocido principalmente por ser el bajista de la banda estadounidense Tool desde 1995. También fue miembro de la banda inglesa Peach.

## Biografía
Justin Chancellor tuvo su primer contacto con el bajo a la temprana edad de 8 años, a los 14, entre sus amigos de Inglaterra, comenzaban a realizar sus primeros ensayos, para la que luego fuera su banda conocida como Peach.
Justin Chancellor engendró un primer contacto con la banda Tool en Nueva York, con los quien siguió manteniéndose en abierta relación, por aquellos días. Más tarde Tool realizó una gira por Europa, por los años 1993-1994, tras la realización del álbum Undertow
junto con la banda Peach en la que Chancellor tocaba en ese tiempo, quienes habían sacado su nuevo álbum Giving Birth to a Stone, y es así como se producían los primeros desarrollos para llegar así a una gran amistad, en la que comparten gustos y filosofía.
En el año 1996, Paul D'Amour abandona Tool por diferencias artísticas. Por esos lazos estrechos entre las bandas Tool y Peach, Chancellor presintió que debía introducirse más a fondo en Tool, así que viajó a Estados Unidos y se presentó en una especie de audición que realizaba el grupo para elegir al nuevo bajista. A esa audición se presentaron, entre otros, Frank Cavanagh de Filter, Scott Reeder de Kyuss, Marko Fox de Zaum o Shepherd Stevenson de Pigmy Love Circus. Y quedó seleccionado Chancellor.
De ahí se sabe que el grupo llamó a Chancellor para que se uniera al grupo, pero esta primera oferta la rechazó por mantenerse firme a sus principios y a su legal amistoso compromiso con sus amigos de su banda Peach, con ese estilo metal progresivo.

## Peculiaridades
Justin Chancellor se siente inducido dentro del mundo del yoga, algo que más tarde se refleja en su personal forma de entablar el sonido en sus riffs. Es sinestésico. Debido a su ascendencia noruega habla el idioma noruego fluidamente.

## Discografía

### Con Peach

#### Álbumes
- Giving Birth to a Stone (1994, reeditado en el 2000)
- Volume II (en grabación)

#### Demos, singles y EP
- Flow with the Tide (1991)
- Don't Make Me Your God (1992)
- Dissapear Here (1992)
- Burn (1993)
- Spam (1994)

### Con Tool

#### Álbumes
- Ænima (1996)
- Salival (2000)
- Lateralus (2001)
- 10,000 Days (2006)
- Fear Inoculum (2019)

## Equipo
- Bajos Wal
- Cabinets y amplificadores Mesa Boogie
- Pre-amp Demeter
- Effects Pedals Boss, Digitech, Sansamp